# IC 4763
IC 4763 — галактика типу C (компактна галактика) у сузір'ї Дракон.
Цей об'єкт міститься в оригінальній редакції індексного каталогу.